# Masujirō Nishida
Pour les articles homonymes, voir Nishida.
Masujirō Nishida (西田 満寿次郎, Nishida Masujirō) était un footballeur et entraîneur japonais.
Il est sélectionneur de l'équipe du Japon en 1923.